# Патерно Калабро
Патѐрно Ка̀лабро (на италиански: Paterno Calabro) е село и община в Южна Италия, провинция Козенца, регион Калабрия. Разположено е на 680 m надморска височина. Населението на общината е 1352 души (към 2010 г.).